# Travis Richter
Travis Richter es un músico y productor musical; se le conoce por haber sido vocalista y guitarrista de la banda de post hardcore From First to Last, además de bandas como The Color of Violence, The Human Abstract, y –recientemente– If I Die First. También es productor musical y hace música dubstep, con ModifiedNoise.

## Carrera musical

### Eastdale (1999-2002)
Desde los 15 años que Travis fue guitarrista y vocalista en diversas bandas de punk. Trav formó la banda de pop punk Eastdale en el 1999, en Albany, Georgia, después de mudarse a Florida y pequeñas giras, la banda grabó 2 demos con el productor Lee Dyess, disolviéndose a mediados del 2002, para dar paso a la integración de este a From First to Last.

### From First to Last (2002-2010)
Richter entró a la banda de post hardcore From First to Last en el año 2002, Travis se presentó en 3 álbumes de estudio y un EP, también en todos los videos musicales de la banda. Ritcher dejó la banda en el año 2009, por diferencias musicales, casi un año después, la banda se tomó un hiato indefinido, después de lanzar su primer y último álbum sin Travis.
Travis se desempeñó como guitarrista rítmico y en ocasiones principal, también fue vocalista screamer, aunque en ocasiones se desempeñaba como vocalista principal en vivo, como en Kiss me, I'm Contagious, For The Taking y The Latest Plague.

### The Color of Violence (2002-2003; 2006-presente)
Richter inició la banda grindcore/screamo The Color of Violence, con los futuros miembros de From First to Last. Entre el año 2002 y 2003, TCOV fue una banda de tiempo completo, pero los miembros decidieron dedicarse a From First to Last. Sin embargo, en el año 2006, Derek Bloom y Travis decidieron reiniciar la banda, convirtiéndose en un dúo, con Richter bajo el seudónimo de Guy Nucleosity y Bloom fue bajo el alias de Glitch Killgasm. Los dos lanzaron su primer álbum de larga duración, Youthanize, el 7 de abril de 2009.

### The Human Abstract (2010-presente)
Richter se convirtió en vocalista de la banda de metal The Human Abstract, en sustitución de Nathan Ells. Se incorporó rápidamente, después de la salida de FFTL. Travis fue contactado por el guitarrista Andrew Tapley.
Digital Veil se lanzó el 8 de marzo de 2011, por E1 Music y Roadrunner Records.

## Discografía
Eastdale
- Eastdale demo (2002)[5][6][7]

From First to Last
- Aesthetic EP (2003, Four Leaf Recordings)
- Dear Diary, My Teen Angst Has a Body Count (2009, Epitaph)
- Heroine (2009, Epitaph)
- From First to Last (2008, Suretone, Interscope)
- Dead Trees (2015, Sumerian)

The Color of Violence
- Tour EP (2003)[8]
- Youthanize (2009, Epitaph)
- Dreadophile (2018)

The Human Abstract
- Digital Veil (2011, E1, Hopeles)

If I Die First
- My Poison Arms (2020)

## Producción
- 2008: You Can't Spell Slaughter Without Laughter (I Set My Friends On Fire, Epitaph Records)
- 2009: Youthanize (The Color of Violence, Epitaph Records)
- 2011: Astral Rejection (I Set My Friends On Fire, Epitaph Records)
- 2011: The Consumer (Fit for an Autopsy, Black Market Activities)
- 2017: The Anthem (Snails, Slugz Music)
- 2018: Elephant March (Wooli & Mastodon, Never Say Die Records)
- 2018: Snailephant (Snails & Wooli, Slimeageddon)
- 2018: Heavy Down Pour EP
- 2018: Over It (Lil Lotus)
- 2018: I'd Had Enough (Nedarb)

## Videografía
From First to Last
- "Ride the Wings of Pestilence" (2004)
- "Note to Self" (2005)
- "The Latest Plague" (2006)
- "Shame Shame" (2006)
- "Worlds Away" (2008)

The Human Abstract
- "Patterns" (2011)
- "Digital Veil" (2011)